# Galeandra
Galeandra, là một chi gồm 20 loài phong lan bản địa châu Mỹ nhiệt đới.

## Hình ảnh

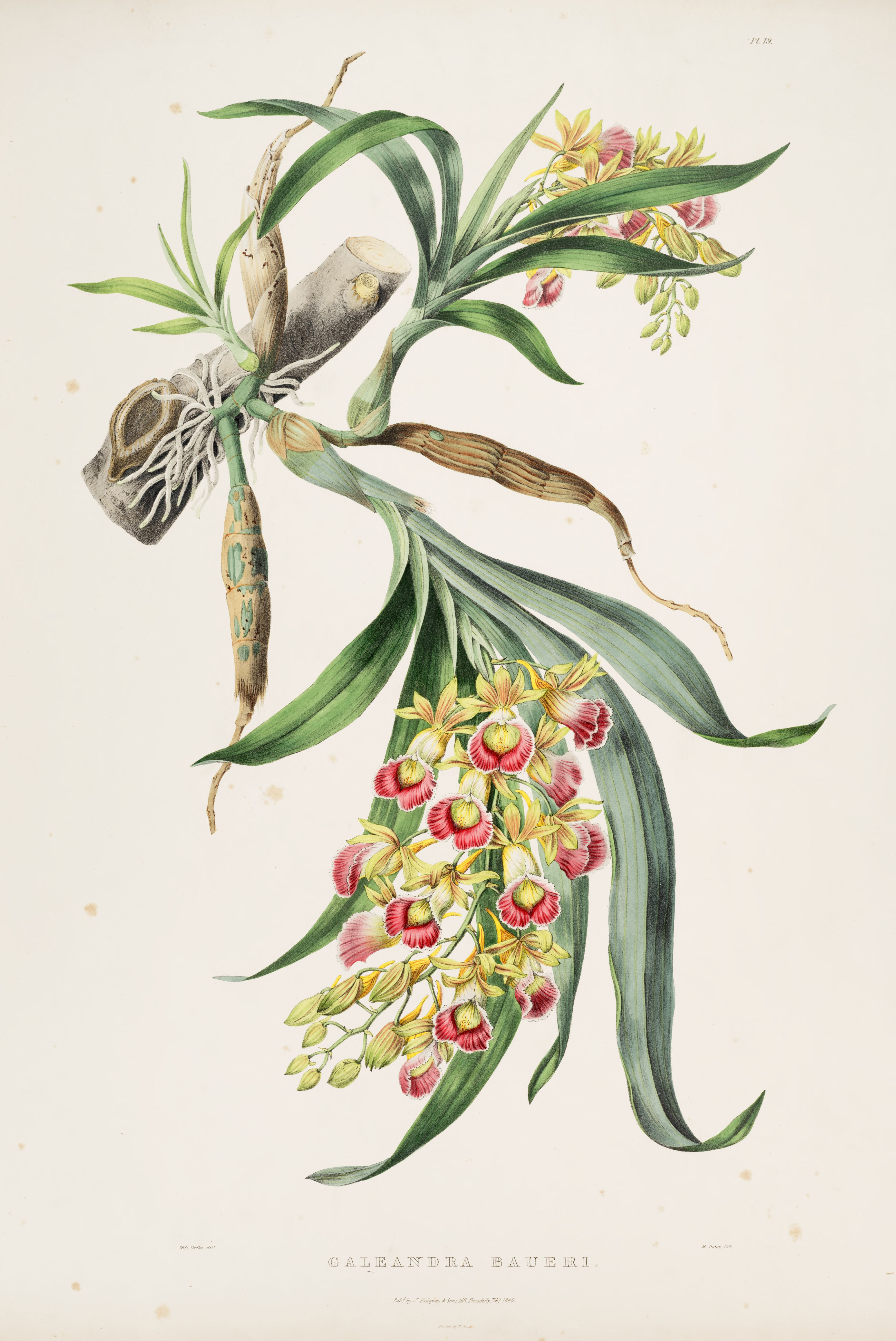
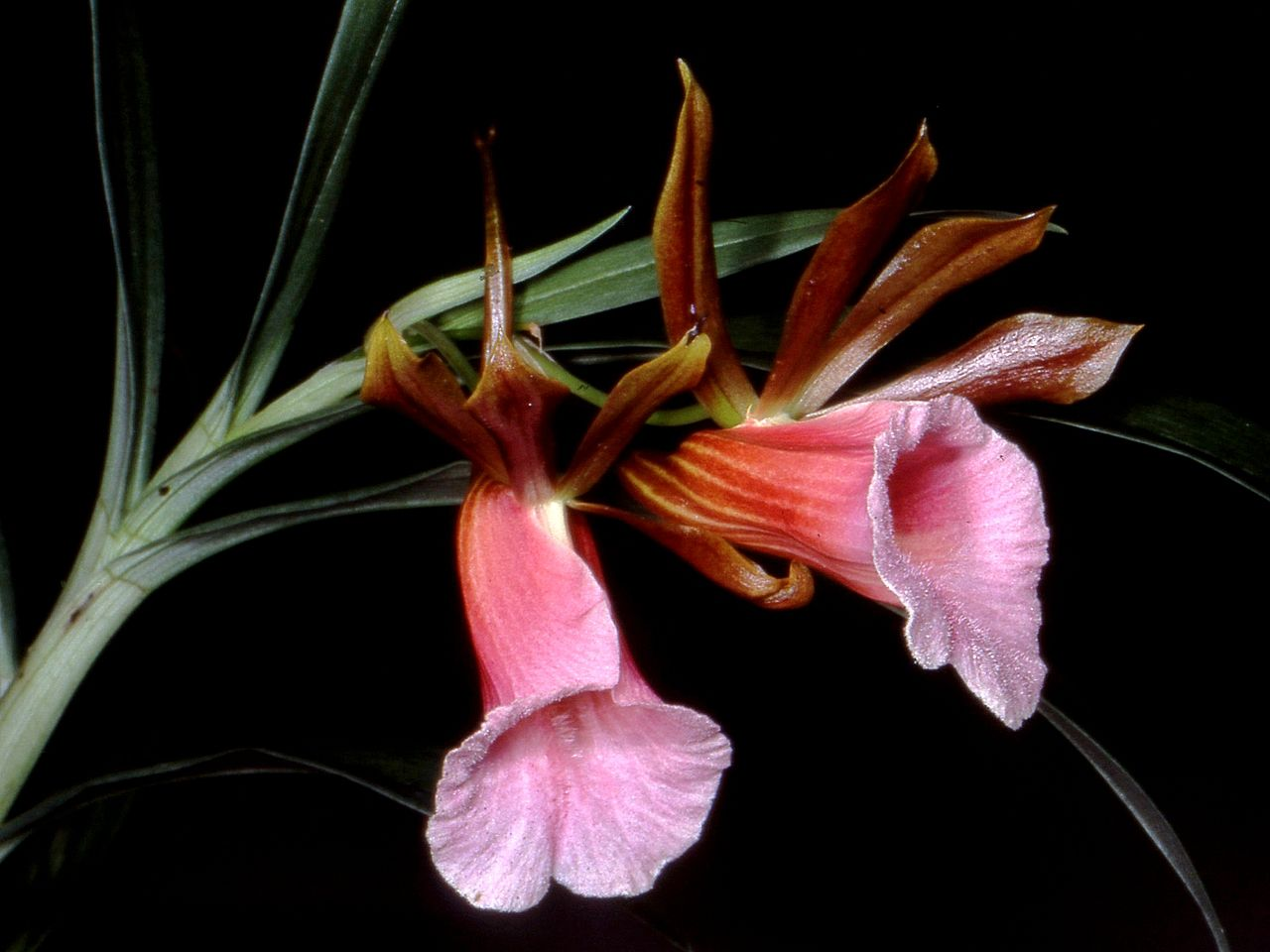
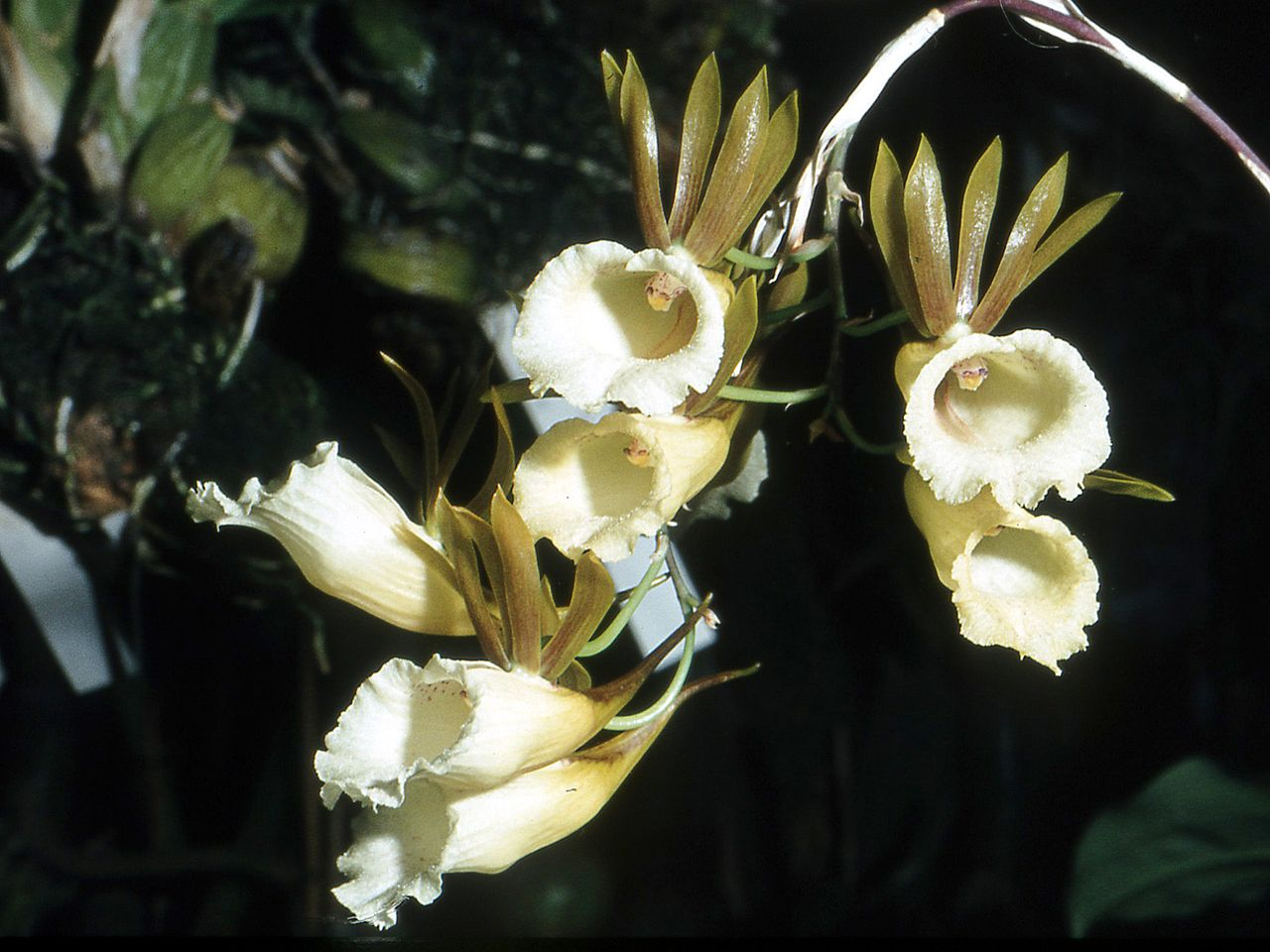

## Các loài
| - Galeandra andamanensis - Galeandra angornensis - Galeandra anjoanensis - Galeandra badia - Galeandra barbata - Galeandra batemanii - Galeandra baueri - Galeandra beyrichii - Galeandra claesii - Galeandra devoniana | - Galeandra dives - Galeandra harveyana - Galeandra lacustris - Galeandra lagoensis - Galeandra minax - Galeandra nivalis - Galeandra pubicentrum - Galeandra stangeana - Galeandra styllomisantha |

- Tư liệu liên quan tới Galeandra tại Wikimedia Commons
- Dữ liệu liên quan tới Galeandra tại Wikispecies